# Таня Тейт
Та́ня Тейт (нар. 31 березня 1979 року, Ліверпуль, Велика Британія) — англійська гламурна модель, письменниця, міжнародна косплеєрка і порноакторка.

## Життєпис
З 2010 року активно виступає як косплеерка на фестивалях Comic-Con.

### Порноіндустрія
До порноіндустрії потрапила у віці 30 років у 2009 році.
Псевдонім обрала під впливом захоплення коміксами і на кшталт того, як Стен Лі називав своїх персонажів — з однаковими літерами на початку імені та прізвища. Тейт здобула популярність зі зйомок у жанрі MILF, здобувши дев'ять нагород у категорії «MILF року».
Тейт веде власну колонку в журналі «Ravers DVD».
2013 року стала однією з 16 акторок документального фільму Дебори Андерсон «Збуджена» (англ. «Aroused»).

## Нагороди
- 2011 SHAFTA — MILF of the year[7]
- 2011 SHAFTA — MILF of the year[7]
- 2011 AVN Award (номінація) — MILF/Cougar Performer of the Year[8]
- 2011 XBIZ Award (номінація) –MILF Performer of the Year[9]
- 2012 SHAFTA — MILF of the year[7]
- 2012 SHAFTA — Best Reality/Gonzo Series[7] for Tanya Tate's Sex Tour of Scotland
- 2012 AVN Award (номінація) — MILF/Cougar Performer of the Year[10]
- 2013 AVN Award (номінація) — MILF/Cougar Performer of the Year[11]
- 2013 AVN Award (номінація) — Crossover Star of the Year[11]
- 2013 AVN Award (номінація) — Best Porn Star Website (TanyaTate.com)[11]
- 2013 XBIZ Award (номінація) — Best Supporting Actress for Spartacus MMXII The Beginning[12]
- 2013 XBIZ Award — MILF Performer of the Year[13]
- У 2023 році вона була включена до Зали слави XRCO.